# Johann Georg av Hohenzollern-Sigmaringen
Prins Johann Georg av Hohenzollern-Sigmaringen, med det fullständiga namnet Johann Georg Carl Leopold Eitel-Friedrich Meinrad Maria Hubertus Michael och familjärt känd som Hansi, född 31 juli 1932 i Sigmaringen i provinsen Hohenzollern, död 2 mars 2016 i München, var en tysk prins av Hohenzollern-Sigmaringen, konsthistoriker och museichef.

## Biografi

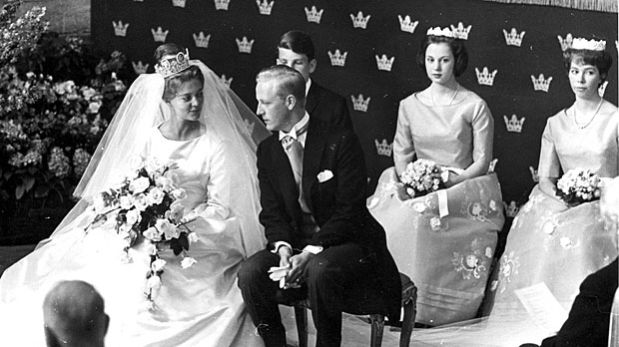
Prinsessan Birgitta och Johann Georg av Hohenzollern under vigselceremonien på Stockholms slott 1961.

Johann Georg var sjätte barnet till furst Fredrik av Hohenzollern-Sigmaringen och Margarete Carola Wilhelmine av Sachsen. 1955 till 1964 bedrev han studier i konsthistoria och arkeologi i Paris, Freiburg im Breisgau och München. Vid sistnämnda universitet disputerade han 1965 på avhandlingen Die Königsgalerie der französischen Kathedrale - Herkunft, Bedeutung, Nachfolge.
Efter disputationen fick prins Johann Georg anställning vid de statliga Bayerska tavelsamlingarna med placering vid Alte Pinakothek i München. Han blev med tiden ställföreträdande generaldirektör för dessa samlingar innan han 1986 temporärt övergick till en post som generaldirektör för Bayerisches Nationalmuseum. 1991 återvände han till tavelsamlingarna, nu som generaldirektör även här. Under hans år på denna post utfördes flera betydande renoverings- och tillbyggnadsarbeten på de olika museilokaler samlingarna exponeras i. Han lämnade generaldirektörsposten 1998 då han i stället blev chef för Kunsthalle der Hypo-Kulturstiftung, vilket han var till 2006.
Prins Johann Georg gifte sig 1961 med prinsessan Birgitta av Sverige och utnämndes i samband med detta till riddare av Serafimerorden av kung Gustav VI Adolf. Paret vigdes dels borgerligt på Stockholms slott den 25 maj, dels kyrkligt i St. Johann-Evangelist-kyrkan i Sigmaringen den 31 juli. Paret separerade 1990 men förblev formellt gifta.
Prins Johann Georg avled på ett sjukhus i München efter en tids sjukdom 2 mars 2016.

## Barn
1. Prins Carl Christian av Hohenzollern-Sigmaringen (född den 5 april 1962)
2. Prinsessan Désirée av Hohenzollern-Sigmaringen (född den 27 november 1963)
3. Prins Hubertus av Hohenzollern-Sigmaringen (född den 10 juni 1966)

## Ordnar och utmärkelser
- Riddare av Serafimerorden (1961)
- Officer av Tyska Förtjänstorden
- Officer av Franska Arts et Lettres-orden
- Bayerska Förtjänstorden
- Rättsriddare med storkors av kungliga Neapolitanska Sankt Georgsorden (1954)